# 6540 Stepling
6540 Stepling (1982 SL1) là một tiểu hành tinh vành đai chính được phát hiện ngày 16 tháng 9 năm 1982 bởi A. Mrkos ở Klet.